# 내실
"내실"은 한국에서 제작된 유열 감독의 1969년 영화이다. 신영균 등이 주연으로 출연하였고 김태수 등이 제작에 참여하였다.

## 출연

### 주연
- 신영균
- 문희
- 최인숙

## 기타
- 조명: 나승업
- 미술: 이문현